# 国際相撲連盟
国際相撲連盟（こくさいすもうれんめい、英語：International Sumo Federation）は、1992年12月10日に創設された相撲団体である。本部は日本相撲連盟と同じ東京都新宿区にある。世界相撲選手権大会および世界女子相撲選手権大会を主催している。

## 創設までの道のり
日本相撲連盟が日本相撲をスポーツとして広めようとした際に、国際的なアマチュア相撲の団体として創設したものである。
またオリンピックへの相撲の参加を目指して作られたという意図もある。

## 国際オリンピック委員会との関係
1998年1月、国際オリンピック委員会(IOC)の暫定承認団体となった。また2000年8月3日には国際オリンピック委員会の猪谷千春理事は国際相撲連盟がドーピング（禁止薬物検査）などの国際オリンピック委員会の求める条件を受け入れた場合、正式承認団体とする見通しを明らかにしていた。しかし、逆に2002年、暫定承認が取り消された。大相撲を含めて考えると日本が強すぎることが問題となった。近年は国際オリンピック委員会はプロを排除しないのが原則だからである。2004年、暫定承認団体に復活した。2018年10月のIOC理事会で正式承認し、ブエノスアイレスユース五輪期間中に開催のIOC総会で承認。
国際オリンピック委員会後援ワールドゲームズでは2001年秋田大会で公開競技、2005年ドイツデュースブルク大会で正式競技となった。
形式的には国際相撲連盟は国内競技連盟として生みの親である日本相撲連盟を承認している。

## オリンピック競技への道
オリンピック競技になるには、世界への普及や男女の競技人口の増加は絶対条件である。このため、男子の競技人口の増加策の一環として国際大会では、廻しの下にトランクス状のパンツを履くルールを設定した（日本人以外で臀部を露出することに抵抗のある人が多いことや公衆の面前で臀部を露出することをタブーとする民族があるため）。また、女性の相撲への参加が望まれ、女子への普及のための世界女子相撲選手権大会が行われている。

## 主催大会
- 世界相撲選手権大会
- 世界女子相撲選手権大会
- 世界ジュニア相撲選手権大会
- 世界女子ジュニア相撲選手権大会